# Saint-Arnoult (Loir-et-Cher)
Saint-Arnoult to miejscowość i gmina we Francji, w Regionie Centralnym, w departamencie Loir-et-Cher. Nazwa miejscowości pochodzi od imienia św. Arnulfa, Arnolfa.
Według danych na rok 1990 gminę zamieszkiwały 303 osoby, a gęstość zaludnienia wynosiła 32 osoby/km² (wśród 1842 gmin Regionu Centralnego Saint-Arnoult plasuje się na 838. miejscu pod względem liczby ludności, natomiast pod względem powierzchni na miejscu 1173.).